# AG für Bahn-Bau und -Betrieb
Die AG für Bahn-Bau und -Betrieb (BBB) war Eigentümerin und Betriebsführerin zahlreicher Privatbahnen.

## Geschichte
Sie wurde am 18. Januar 1898 in Frankfurt am Main von mehreren Banken gegründet und besaß beträchtliche Anteile an Bahngesellschaften. Sie war  Betriebsführerin für mehrere Bahnen, die unter anderem der Deutschen Eisenbahn-Gesellschaft (DEAG) gehörten. Direktor war der Eisenbahnbauunternehmer Albert Sprickerhoff. Besonders hervorzuheben sind der Erwerb von 95 % der Aktien an der Württembergischen Eisenbahn-Gesellschaft (WEG) im Jahre 1909 und die Fusion mit der Continentalen Eisenbahn-Bau- und Betriebs-Gesellschaft (CEB) im Jahre 1914.
Ab dem 4. Juni 1929 firmierte die BBB als Deutsche Eisenbahn-Gesellschaft AG (DEGA). Dies war eine Folge der Umstrukturierung der Muttergesellschaft, der AG für Verkehrswesen.

## Bahnen der BBB
Zu erwähnen sind folgende Bahnen, die noch 1939 von der DEGA betrieben wurden:
- Eberswalde-Finowfurter Eisenbahn
- Straßenbahn Hohenstein-Ernstthal–Oelsnitz (Elektrischer Betrieb)
- Kleinbahn Kassel-Naumburg AG
- Kleinbahn AG Frankfurt–Königstein
- Kleinbahn Bremen–Tarmstedt
- Kleinbahn Bremen–Thedinghausen
- Freien Grunder Eisenbahn AG
- Kleinbahn Kaldenkirchen–Brüggen
- Kleinbahn Beuel–Großenbusch
- Pfälzer Oberlandbahn Neustadt–Landau (Elektrischer Betrieb)